# Rose Friedman
Rose Director Friedman (ur. w grudniu 1911 w Czartorysku, zm. 18 sierpnia 2009 w Waszyngtonie) – amerykańska ekonomistka, żona Miltona Friedmana i siostra Aarona Directora, profesora prawa na Uniwersytecie w Chicago.

## Życiorys
Urodziła się ostatniego tygodnia grudnia w Czartorysku. Mając 2 lata, wyemigrowała wraz z rodzicami do Stanów Zjednoczonych. Uczęszczała do Reed College w Oregonie, następnie przeniosła się na Uniwersytet Chicago, gdzie uzyskała licencjat z filozofii i kontynuowała naukę na studiach doktoranckich z ekonomii.
Pracowała w Waszyngtonie w Krajowej Radzie Zasobów oraz Departamencie Badań Gospodarstw Domowych. Następnie w Federalnej Korporacji Depozytów Państwowych, aż do czasu swojego ślubu. W grudniu 1986 roku otrzymała honorowy tytuł doktora prawa Pepperdine University w Kalifornii.
W 1938 r. wyszła za mąż za Miltona Friedmana, z którym miała dwoje dzieci. Ich syn David Friedman również został ekonomistą.
Wraz ze swoim mężem jest współautorką książek Kapitalizm i wolność, Wolny wybór, Tyrania statusu quo oraz pamiętnika Two lucky people.
W 2002 r. odznaczona Medalem Wolności przez prezydenta Stanów Zjednoczonych George’a W. Busha, który określił ją jako „jedyną znaną osobę, jaka kiedykolwiek zwyciężyła w dyskusji na argumenty ze swoim mężem”.